# Hassan Sallah
Hassan Gibril Sallah (* 3. Januar 1948 in Karantaba; † 25. Mai 2006) war Landwirtschaftsminister (englisch Secretary of State for Agriculture and Natural Resources) des westafrikanischen Staates Gambia.
Nach seiner Schulbildung ging Sallah von 1967 bis 1968 auf das Yundum College und erhielt ein Zertifikat in Landwirtschaft. Anschließend erwarb er bis 1970 auf dem Bellow University School of Agriculture in Kabba (Nigeria) ein einfaches Diplom. 1975 bis 1976 verbrachte er auf dem Pan African Institute for Development in Buea (Kamerun) und erhielt ein Diplom in Landwirtschaftliche Entwicklung. Anschließend bis 1978 erwarb er ein Diplom in Journalismus auf dem Trans-World Tutorial College. Zur gleichen Zeit erwarb er auch das Diplom in Filmproduktion auf den Institute of Mass Communication in Nairobi (Kenia). Ab 1981 bis 1984 besuchte er die Colorado State University in den Vereinigten Staaten und beendete dieses Studium mit einem Bachelor of Science auf dem Gebiet des Journalismus in der Landwirtschaft.
Ab 1971 hatte Hassan Sallah bis 2000 verschiedene Anstellungen in der Landwirtschaft und bei anderen Organisationen.
Im Januar 2000 wurde er ins Kabinett von Gambia von Präsident Yahya Jammeh berufen und löste Fasainey Dumbuya in diesem Amt ab. Am 5. April 2004 gab Sallah das Amt an Sulayman Sait Mboob ab.
Sallah starb am 25. Mai 2006 und hinterließ vier Ehefrauen.